# Kamehameha IV

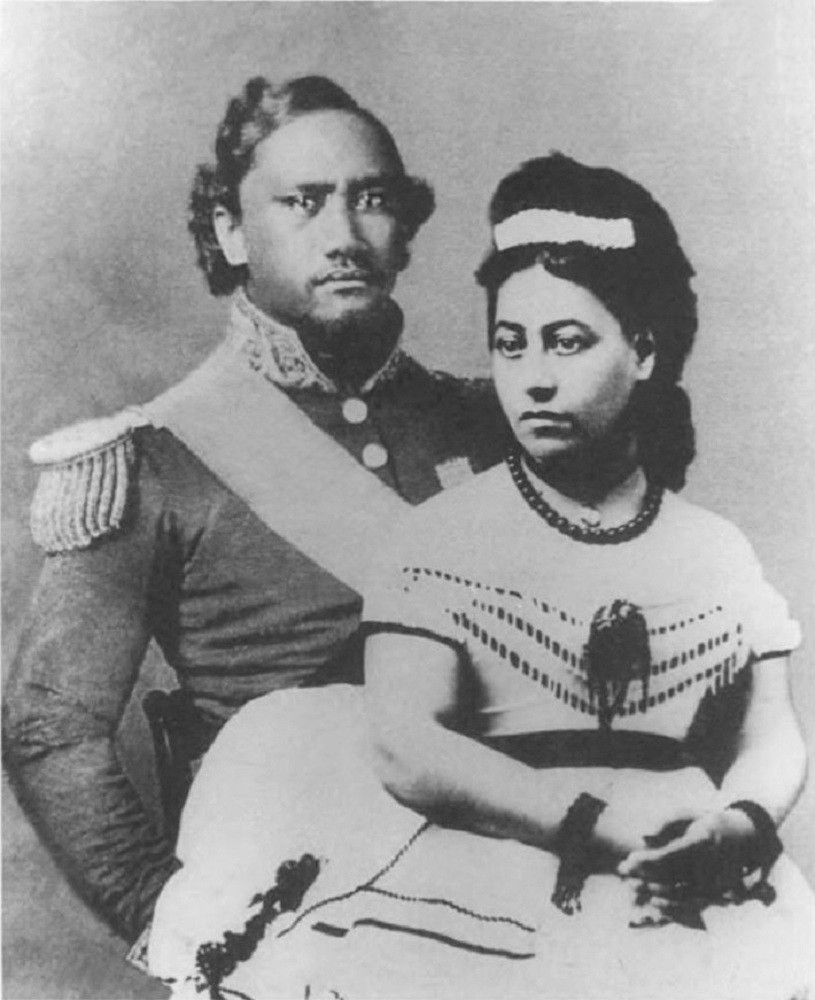
Los reyes de Hawái.

Kamehameha IV, Rey de Hawái, nacido Alexander ʻIolani Liholiho, fue el cuarto soberano del unido Reino de Hawái del 11 de enero de 1855 al 30 de noviembre de 1863. Gobernó junto a la Reina consorte Emma Kalanikaumakaʻamano.

## Nacimiento real
Alexander nació el 9 de febrero de 1834 en Honolulu en la isla de Oʻahu. Hijo del Gran Jefe Mataio Kekūanāoʻa, gobernador de Hawái, y de la Princesa Kaʻahumanu II de Hawái, también llamada Kīnaʻu, la Kuhina Nui o primera ministra del Reino de Hawái. Era nieto de Kamehameha El Grande, primer monarca de Hawái. De pequeño, Alexander fue adoptado por su tío, Kamehameha III, que le hizo por decreto heredero al trono.
ʻIolani significa Halcón Celestial o Halcón Real.

## Educación
Alexander fue educado por los misioneros anglicanos Sr. Amos Starr Cooke y su esposa, la Sra. Juliette Montague Cooke en la Royal School de Honolulu. La escuela se conserva en nuestros días, como escuela primaria con el mismo nombre. Con frecuencia los asesores de Kamehameha III consideraron oportuno que el heredero natural, Alexander, y su hermano Lot, se beneficiaran de una educación con largos viajes. Bajo la supervisión de su tutor, el Dr. Gerrit Parmele Judd, Alexander y su hermano partieron hacia San Francisco en septiembre de 1849. Tras la visita real a California, siguieron su viaje por Panamá, Jamaica británica, Nueva York y Washington D. C.. Recorrieron numerosos países de Europa, entrevistándose con varios jefes de Estado, como Napoleón III. En mayo de 1850, los hermanos reales, el príncipe de Gales y otros embarcaron en Inglaterra con rumbo a los Estados Unidos de América permaneciendo allí un tiempo más antes de regresar a Hawái.

## Sucesión al trono
Al regresar de su viaje por el mundo, designaron a Alexander al Gabinete de Kamehameha III. Como ministro del gabinete real, tenía la oportunidad de conseguir la experiencia administrativa de la que algún día haría uso como rey de Hawái. Durante su mandato, estudió también varias lenguas extranjeras. Se acostumbró a las normas sociales tradicionales europeas, en las que se basó el Reino de Hawái. El 11 de enero de 1855 Alexander subió al trono como Kamehameha IV, sucediendo al morir a su tío como rey de Hawái. Tenía sólo 20 años.

## La Reina Emma y el Príncipe Albert
Tan sólo un año más tarde de asumir el trono, Alexander tomó a Emalani Kalanikaumakaʻamano Kaleleonālani Naʻea (Emma Rooke) por esposa y reina. La reina Emma era nieta de John Young, compañero y asesor real británico de Kamehameha El Grande, primer monarca hawaiano, que por otro lado era su tatara-tatara-tío.
Una vez casados en 1856, la pareja real tuvo a su único hijo, el Príncipe Albert. La Reina Victoria del Reino Unido, fue su madrina en el bautizo del Príncipe Albert en la Catedral de San Andrés de Honolulu. Por desgracia, el joven príncipe murió a la edad de cuatro años. Todo Hawái quedó consternado por la pérdida del niño al que ya querían como su futuro rey.

## La lucha contra la influencia americana
En la época de ascenso al trono de Alexander, la población local americana seguía creciendo. Comenzaron a ejercer una importante presión política y económica sobre el Reino de Hawái. A Alexander le preocupaba que los Estados Unidos de América intentaran conquistar su nación. En un intento por equilibrar la influencia que suponían los intereses estadounidenses, Alexander emprendió una campaña destinada a limitar la dependencia de Hawái de los negocios y el comercio con América. Pretendía llegar a acuerdos con el gobierno del Reino Unido y de otras naciones europeas, pero su reinado no duró lo suficiente como para que esto tuviera repercusiones.

## Legado
Alexander y la Reina Emma dedicaron gran parte de su reinado a proporcionar una asistencia sanitaria y educación de calidad para sus súbditos. Les preocupaba que males y enfermedades venidos del extranjero, como la lepra y la gripe diezmaran a la población nativa hawaiana. En 1855, Alexander inauguró la asamblea legislativa anunciando un ambicioso plan para fomentar la asistencia sanitaria pública, que comprendía la construcción de hospitales públicos y hogares para los ancianos. La asamblea legislativa, con el apoyo de la Constitución de 1852 que limitaba la autoridad del monarca, acabó con los planes de Alexander para la sanidad.
Alexander y la Reina Emma respondieron a la negativa por parte de la asamblea legislativa a financiar el proyecto presionando a los empresarios locales, comerciantes y a los residentes adinerados para que financiaran el proyecto. La recaudación de fondos fue un éxito apoteósico y la pareja real construyó el Hospital de la Reina, en inglés Queen's Hospital, uno de los centros médicos más tecnológicamente avanzados del mundo en la actualidad. El esfuerzo que supuso la colecta de fondos obtuvo beneficios suficientes como para abrir unas instalaciones para el tratamiento de la lepra en la isla de Maui.

## Tragedia personal

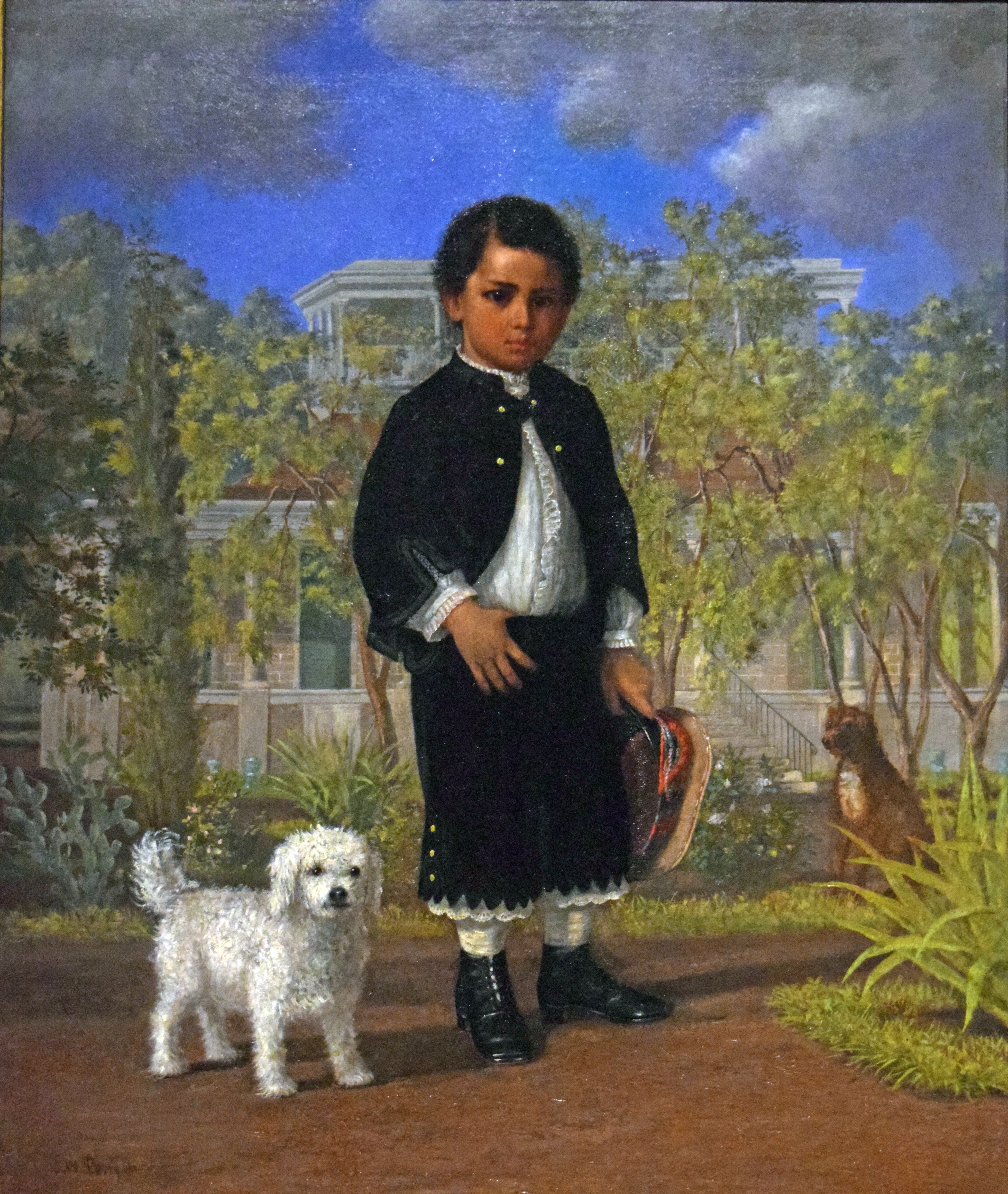
Príncipe Albert, hijo de Kamehameha IV y de la Reina Emma.

Alexander Liholiho se creía responsable de la muerte del Príncipe Albert, porque le dio una ducha fría para "calmarle" cuando a Albert se mostró insatisfecho con un par de botas. Esto empeoró su ya precaria salud.

## Fin de su reinado

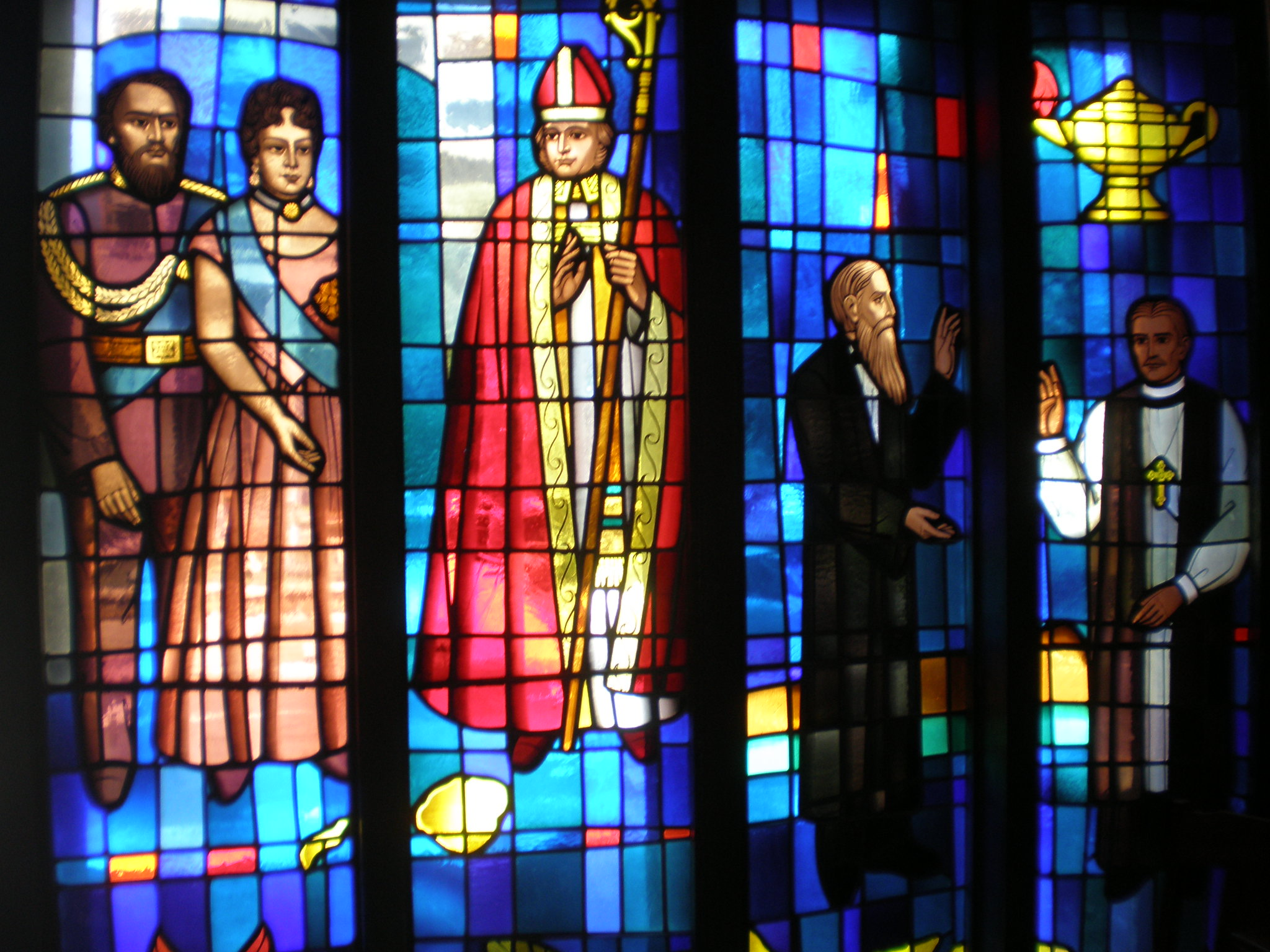
rey Kamehameha IV y su familia en una vitrina.

Alexander falleció a causa del asma crónica que padecía el 30 de noviembre de 1863, siendo sucedido por su hermano, que adoptó el nombre de Kamehameha V. Alexander contaba con sólo 29 años.
La Reina Emma siguió participando de forma activa en la vida política de Hawái. Al terminar la dinastía Kamehameha y morir el rey William Charles Lunalilo sin dejar su propio heredero, la Reina Emma se presentó sin éxito para ser monarca reinante del Reino de Hawái. Perdió ante el rey David Kalākaua, que establecería su propia dinastía.
A Alexander (como Kamehameha) y a Emma se les recuerda con un día festivo dentro del calendario litúrgico de la Iglesia Episcopal de los Estados Unidos el 28 de noviembre.

## Distinciones honoríficas
- Soberano Gran Maestre de la Real Orden de la Corona de Hawái (Reino de Hawái, 11/01/1855).[4]

## Ancestros
|  |                                                            |  |  |  |  |  |  |  |  |  |  |  |  |  |  |  |
|  | 16. Gran Jefe Uluʻehu de Molokaʻi y Lānaʻi                 |  |  |  |  |  |  |  |  |  |  |  |  |  |  |  |
|  |                                                            |  |  |  |  |  |  |  |  |  |  |  |  |  |  |  |
|  |                                                            |  |  |  |  |  |  |  |  |  |  |  |  |  |  |  |
|  | 8. Gran Jefe Kuʻimeheua                                    |  |  |  |  |  |  |  |  |  |  |  |  |  |  |  |
|  |                                                            |  |  |  |  |  |  |  |  |  |  |  |  |  |  |  |
|  |                                                            |  |  |  |  |  |  |  |  |  |  |  |  |  |  |  |
|  | 17. Gran Jefa Kalaniomaiheuila de Maui                     |  |  |  |  |  |  |  |  |  |  |  |  |  |  |  |
|  |                                                            |  |  |  |  |  |  |  |  |  |  |  |  |  |  |  |
|  |                                                            |  |  |  |  |  |  |  |  |  |  |  |  |  |  |  |
|  | 4. Gran Jefe Malailua Nahiʻolea                            |  |  |  |  |  |  |  |  |  |  |  |  |  |  |  |
|  |                                                            |  |  |  |  |  |  |  |  |  |  |  |  |  |  |  |
|  |                                                            |  |  |  |  |  |  |  |  |  |  |  |  |  |  |  |
|  | 18. Rey ʻIkanaka de Hilo                                   |  |  |  |  |  |  |  |  |  |  |  |  |  |  |  |
|  |                                                            |  |  |  |  |  |  |  |  |  |  |  |  |  |  |  |
|  |                                                            |  |  |  |  |  |  |  |  |  |  |  |  |  |  |  |
|  | 9. Princesa Kaupekamoku de Hilo                            |  |  |  |  |  |  |  |  |  |  |  |  |  |  |  |
|  |                                                            |  |  |  |  |  |  |  |  |  |  |  |  |  |  |  |
|  |                                                            |  |  |  |  |  |  |  |  |  |  |  |  |  |  |  |
|  | 19. Gran Jefa Kaʻoulikoʻokeaokalani                        |  |  |  |  |  |  |  |  |  |  |  |  |  |  |  |
|  |                                                            |  |  |  |  |  |  |  |  |  |  |  |  |  |  |  |
|  |                                                            |  |  |  |  |  |  |  |  |  |  |  |  |  |  |  |
|  | 2. Gran Jefe Mataio Kekūanāoʻa                             |  |  |  |  |  |  |  |  |  |  |  |  |  |  |  |
|  |                                                            |  |  |  |  |  |  |  |  |  |  |  |  |  |  |  |
|  |                                                            |  |  |  |  |  |  |  |  |  |  |  |  |  |  |  |
|  | 10. Gran Jefe Pupuka de ʻEwa                               |  |  |  |  |  |  |  |  |  |  |  |  |  |  |  |
|  |                                                            |  |  |  |  |  |  |  |  |  |  |  |  |  |  |  |
|  |                                                            |  |  |  |  |  |  |  |  |  |  |  |  |  |  |  |
|  | 5. Gran Jefa Inaina                                        |  |  |  |  |  |  |  |  |  |  |  |  |  |  |  |
|  |                                                            |  |  |  |  |  |  |  |  |  |  |  |  |  |  |  |
|  |                                                            |  |  |  |  |  |  |  |  |  |  |  |  |  |  |  |
|  | 1. Kamehameha IV de Hawái                                  |  |  |  |  |  |  |  |  |  |  |  |  |  |  |  |
|  |                                                            |  |  |  |  |  |  |  |  |  |  |  |  |  |  |  |
|  |                                                            |  |  |  |  |  |  |  |  |  |  |  |  |  |  |  |
|  | 24. Príncipe Keʻeaumoku Nui de la Isla de Hawái            |  |  |  |  |  |  |  |  |  |  |  |  |  |  |  |
|  |                                                            |  |  |  |  |  |  |  |  |  |  |  |  |  |  |  |
|  |                                                            |  |  |  |  |  |  |  |  |  |  |  |  |  |  |  |
|  | 12. Gran Jefe Keōua Kalanikupuapaʻikalaninui de Kohala     |  |  |  |  |  |  |  |  |  |  |  |  |  |  |  |
|  |                                                            |  |  |  |  |  |  |  |  |  |  |  |  |  |  |  |
|  |                                                            |  |  |  |  |  |  |  |  |  |  |  |  |  |  |  |
|  | 25. Gran Jefa Kamakaʻimoku de Oʻahu                        |  |  |  |  |  |  |  |  |  |  |  |  |  |  |  |
|  |                                                            |  |  |  |  |  |  |  |  |  |  |  |  |  |  |  |
|  |                                                            |  |  |  |  |  |  |  |  |  |  |  |  |  |  |  |
|  | 6. Rey Kamehameha I de Hawái                               |  |  |  |  |  |  |  |  |  |  |  |  |  |  |  |
|  |                                                            |  |  |  |  |  |  |  |  |  |  |  |  |  |  |  |
|  |                                                            |  |  |  |  |  |  |  |  |  |  |  |  |  |  |  |
|  | 26. Gran Jefe Haʻae-a-Mahi de Kohala                       |  |  |  |  |  |  |  |  |  |  |  |  |  |  |  |
|  |                                                            |  |  |  |  |  |  |  |  |  |  |  |  |  |  |  |
|  |                                                            |  |  |  |  |  |  |  |  |  |  |  |  |  |  |  |
|  | 13. Gran Jefa Kekuʻiapoiwa II de Kailua-Kona               |  |  |  |  |  |  |  |  |  |  |  |  |  |  |  |
|  |                                                            |  |  |  |  |  |  |  |  |  |  |  |  |  |  |  |
|  |                                                            |  |  |  |  |  |  |  |  |  |  |  |  |  |  |  |
|  | 27. Princesa Kekelakekeokalani-a-Keawe de la Isla de Hawái |  |  |  |  |  |  |  |  |  |  |  |  |  |  |  |
|  |                                                            |  |  |  |  |  |  |  |  |  |  |  |  |  |  |  |
|  |                                                            |  |  |  |  |  |  |  |  |  |  |  |  |  |  |  |
|  | 3. Princesa Kaʻahumanu II de Hawái                         |  |  |  |  |  |  |  |  |  |  |  |  |  |  |  |
|  |                                                            |  |  |  |  |  |  |  |  |  |  |  |  |  |  |  |
|  |                                                            |  |  |  |  |  |  |  |  |  |  |  |  |  |  |  |
|  | 28. Gran Jefe Keawepoepoe de Kauaʻi                        |  |  |  |  |  |  |  |  |  |  |  |  |  |  |  |
|  |                                                            |  |  |  |  |  |  |  |  |  |  |  |  |  |  |  |
|  |                                                            |  |  |  |  |  |  |  |  |  |  |  |  |  |  |  |
|  | 14. Gran Jefe Keʻeaumoku Pāpaʻiahiahe de Kauaʻi            |  |  |  |  |  |  |  |  |  |  |  |  |  |  |  |
|  |                                                            |  |  |  |  |  |  |  |  |  |  |  |  |  |  |  |
|  |                                                            |  |  |  |  |  |  |  |  |  |  |  |  |  |  |  |
|  | 29. Gran Jefa Kūmaʻaikū                                    |  |  |  |  |  |  |  |  |  |  |  |  |  |  |  |
|  |                                                            |  |  |  |  |  |  |  |  |  |  |  |  |  |  |  |
|  |                                                            |  |  |  |  |  |  |  |  |  |  |  |  |  |  |  |
|  | 7. Gran Jefa Kalākua Kaheiheimālie                         |  |  |  |  |  |  |  |  |  |  |  |  |  |  |  |
|  |                                                            |  |  |  |  |  |  |  |  |  |  |  |  |  |  |  |
|  |                                                            |  |  |  |  |  |  |  |  |  |  |  |  |  |  |  |
|  | 30. Gran Jefe Kekaulikenuiahumanu de Maui                  |  |  |  |  |  |  |  |  |  |  |  |  |  |  |  |
|  |                                                            |  |  |  |  |  |  |  |  |  |  |  |  |  |  |  |
|  |                                                            |  |  |  |  |  |  |  |  |  |  |  |  |  |  |  |
|  | 15. Gran Jefa Nāmāhānaʻi Kaleleokalani de Maui             |  |  |  |  |  |  |  |  |  |  |  |  |  |  |  |
|  |                                                            |  |  |  |  |  |  |  |  |  |  |  |  |  |  |  |
|  |                                                            |  |  |  |  |  |  |  |  |  |  |  |  |  |  |  |
|  | 31. Gran Jefa Haʻaloʻu de Kohala                           |  |  |  |  |  |  |  |  |  |  |  |  |  |  |  |
|  |                                                            |  |  |  |  |  |  |  |  |  |  |  |  |  |  |  |
|  |                                                            |  |  |  |  |  |  |  |  |  |  |  |  |  |  |  |

| Predecesor: Kamehameha III | Rey de Hawái 1855 - 1863 | Sucesor: Kamehameha V |